# La Sebastiana (Puerto Rico)
La Sebastiana o bien más formalmente Bosque Ecuestre La Sebastiana es un centro de carreras de caballos en Bayamón, una localidad de la isla caribeña de Puerto Rico. Fue la sede de los eventos hípicos en los Juegos Centroamericanos y del Caribe de 2010. Fue creado para promover los deportes ecuestres en ese territorio.